# Лучано Суриани
Негово Преосвещенство архиепископ Лучано Суриани (на италиански: Luciano Suriani) е италиански католически духовник, който служи като апостолски нунций в България от 2022 г.

## Биография
Суриани е роден на 11 януари 1957 г. в Атеса, Киети. След завършване на обучение си по богословие и философия в Семинарията в Киети, той е ръкоположен за свещеник на 5 август 1981 г. Продължава обучението си в Папския латерански университет, където през 1983 г. защитава магистърска степен по богословие. След завършването на своето обучение служи в енорите на Фало, Чивиталупарела и Атеса. През 1986 г. е приет в Папската църковна академия, а през 1990 г. защитава докторска степен по каноническо право от Папския латерански университет.
Започва дипломатическа служба на Светия престол на 1 юни 1990 г. и работи в папските дипломатически мисии в Кот д'Ивоар, Швейцария, в отдела за отношения с държавите към Държавния секретариат и в Нунциатурата в Италия, по това време заема ранг съветник.
На 22 февруари 2008 г. от папа Бенедикт XVI го назначава за апостолски нунций в Боливия и титулярен архиепископ на Амитернум. На 26 април 2008 г. е ръкоположен за епископ от кардинал Тарчизио Бертоне. По здравословни причини подава оставка като нунций в Боливия. На 24 септември 2009 г. папа Бенедикт XVI го назначава за делегат за папските представителства, влиятелна роля по-специално по отношение на назначенията и преместванията на нунциите.
На 7 декември 2015 г. е назначен от папа Франциск за нунций в Сърбия; а от 13 май 2022 г.  е нунций в България.